# Amicitia Viernheim
Amicitia Viernheim – niemiecki klub piłkarski z siedzibą w mieście Viernheim, leżącym w Hesji (Rejencja Darmstadt), działający w latach 1923–2008 (od 2008 roku jako TSV Amicitia Viernheim). Z powodu małej odległości Viernheim od Badenii-Wirtembergii, klub grał w systemie ligowym tego kraju związkowego. Amicitia jest łacińskim słowem przyjaźń.

## Historia
- 05.08.1923 – został założony jako SpVgg Amicitia Viernheim 09 (fuzja klubów SV 1909 Viernheim i FK Amicitia 1909 Viernheim)
- 1945 – został rozwiązany
- 1946 – został na nowo założony jako Grün-Weiss Viernheim
- 1946 – zmienił nazwę na SpVgg Amicitia Viernheim 09
- 10.05.2008 – połączył się z TSV Viernheim tworząc TSV Amicitia Viernheim

## Sukcesy
- 5 sezonów w Amateurlidze Nordbaden (2. poziom): 1945/46-49/50.
- 6 sezonów w 2. Oberlidze Süd (2. poziom): 1957/58-62/63.
- 1 sezon w Regionallidze Süd (2. poziom): 1963/64.
- 15 sezonów w Amateurlidze Nordbaden (3. poziom): 1950/51-56/57 i 1964/65-71/72.
- 2 sezony w Amateur-Oberlidze Baden-Württemberg (3. poziom): 1987/88 i 1989/90.
- mistrz Amateurliga Nordbaden (3. poziom): 1954, 1955 i 1956 (przegrywa baraże o awans do 2. Oberligi Süd) oraz 1957 (awans do 2. Oberligi Süd)
- mistrz Verbandsliga Nordbaden (4. poziom): 1987 (awans do Amateur-Oberligi Baden-Württemberg)
- mistrz Landesliga Nordbaden Staffel 2: 1985 (5. poziom) oraz 2007 (6. poziom) (awanse do Verbandsligi Nordbaden)
- mistrz Kreisliga A Mannheim (7. poziom): 2006 (awans do Landesligi Nordbaden)
- wicemistrz Verbandsliga Nordbaden (4. poziom): 1989 i 1994 (awanse do Amateur-Oberligi Baden-Württemberg)